# Талиця (Пишминський міський округ)
Тали́ця (рос. Талица) — присілок у складі Пишминського міського округу Свердловської області.
Населення — 366 осіб (2010, 358 у 2002).
Національний склад станом на 2002 рік: росіяни — 95 %.